# Stockeralm (Untersulzbachtal)
Die Stockeralm  ist eine Alm und bewirtschafteter Berggasthof im Untersulzbachtal im Gemeindegebiet Neukirchen am Großvenediger, in der Venedigergruppe und im Nationalpark Hohe Tauern.

## Lage und Landschaft
Die Stockeralm liegt im vorderen Drittel des Untersulzbachtales, etwa vier Kilometer südlich des Salzachtals bei Sulzau, auf 1280 m ü. A. etwas oberhalb des Untersulzbachs, am Fuß des Großen Finagl (2730 m ü. A.). Da das vordere Tal sonst nicht bewirtschaftet ist, ist sie die erste Alm im Untersulzbachtal. Sie ist der einzige bewohnte Ort im Tal.

Die Almgründe erstrecken sich nur ostwärts (rechts) bergauf, zur westlichen Seite ist noch die Finkalm 1391 m.
Die Hütte liegt in der Pufferzone des Nationalparks, wenige 100 Meter um die Hütte beginnt die Kernzone.

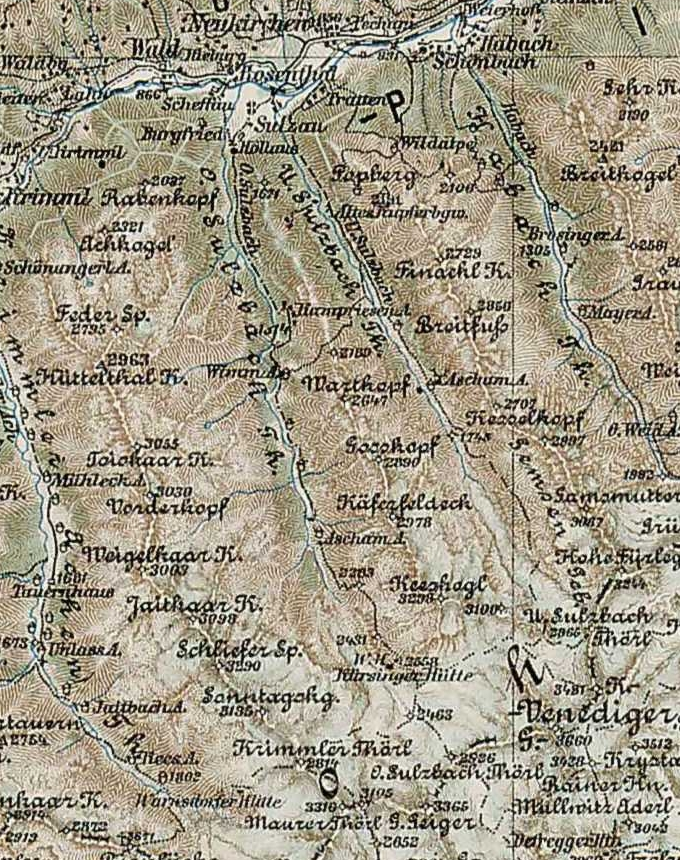
„O(beres)“ und „U(nteres) Sulzbach Th(al)“. Franzisco-Josephinische Landesaufnahme, Blatt 30–47 Bruneck, um 1900
Stockeralm links von „Breitfuß“, unbeschriftet

Nachbarlagen
|         | Sulzau                                      |  |
| Finkalm | Kompassrose, die auf Nachbargemeinden zeigt |  |
|         | Abichlalm                                   |  |

## Alpinismus
Die Stockeralm passiert man beim Zugang von Neukirchen oder Wald über Sulzau und Siggen (Gemeinde Neukirchen) durchs Untersulzbachtal, vom Parkplatz Schütthof oder die Einödhöfe. Auf dem Weg zur Alm kommt man am Schaubergwerk Hochfeld bei der Knappenwand (Epidot-Funde) und Resten eines Sägewerkes vorbei. Der Weg ist der Geolehrpfad Knappenweg Untersulzbachtal.
Die Stockeralm ist auch mit dem Täler-Taxi erreichbar.
Geöffnet ist die Alm von Mitte Mai bis Mitte Oktober, ebenso kann man dort auch übernachten.
Die Hütte dient als Stützpunkt für Touren ins innere Untersulzbachtal.
Über die Finkalm und die Bettlerscharte führt ein Übergang zur Berndlalm ins Obersulzbachtal, die Gehzeit beträgt 3 bis 3,5 Stunden, der Bettlersteig ist nur für erfahrene Bergwanderer geeignet und führt teilweise über steiles Gelände.